# Їв Стюарт
Їв Стюарт (13 січня 1998 , Амстелвен, Нідерланди ) — британська веслувальниця, бронзова призерка Олімпійських ігор 2024 року.

## Виступи на Олімпіадах
| Олімпіада  | Дисципліна | Місце |
| ---------- | ---------- | ----- |
| Париж 2024 | вісімки    | 3     |

## Зовнішні посилання
- Їв Стюарт на сайті World Rowing (англійська)
- Їв Стюарт на сайті World Rowing (англійська)
- Їв Стюарт на сайті Olympics.com (англійська)
- Їв Стюарт на сайті British Olympic Association (англійська)